# Spencer Daniels
Spencer Eli Daniels (23 de diciembre de 1992, Tarzana, Los Ángeles, California, Estados Unidos) es un actor de cine y televisión estadounidense. Daniels empezó a actuar profesionalmente a los diez años. Daniels ha aparecido en unas 6 películas, entre ellas Star Trek y El curioso caso de Benjamin Button. 
También ha aparecido en unas 10 producciones televisivas, incluyendo el papel de Tyler Lomand en la serie Crash y Luke en Mom.